# Трамадол
Трамадолът е лекарство с упойващо действие.
Използва се като болкоуспокоително, когато другите неопиоидни средства са безуспешни. Не се препоръчва и за хронична болка. Най-често се приема перорално под формата на таблетки, но съществуват и други методи, например парентерално.
Трамадолът, подобно на всички опиати и опиоиди, води до зависимост и крие сериозен риск за здравето. Като странични ефекти могат да се наблюдават запек, главоболие, замаяност, умора, гадене, повръщане, потене и други. Може да повлияе на дишането, което е животозастрашаващо. Според проучвания се предписват и лекарствени продукти, в състава на които влизат трамадол и парацетамол.